# Денні Меннінґ
Денні Меннінґ (англ. Danny Manning, 17 травня 1966) — американський баскетболіст.
Бронзовий призер Олімпійських Ігор 1988 року.
Срібний призер Панамериканських ігор 1987 року.
Як помічник тренера: переможець юнацького чемпіонату Америки (U-18) 2018 року.

## Ігрова кар'єра
Починав грати у баскетбол у команді старшої школи Page (Грінсборо), Lawrence (Лоренс). На університетському рівні грав за команду Kansas (1984–1988). 
1988 року був обраний у першому раунді драфту НБА під загальним 1-м номером командою «Лос-Анджелес Кліпперс».
Професійну кар'єру розпочав 1988 року виступами за тих же «Лос-Анджелес Кліпперс», захищав кольори команди з Лос-Анджелеса протягом наступних 6 сезонів.
Частину 1994 року виступав у складі «Атланта Гокс».
1994 року перейшов до «Фінікс Санз», у складі якої провів наступні 5 сезонів своєї кар'єри.
Наступною командою в кар'єрі гравця була «Мілуокі Бакс», за яку він відіграв один сезон.
З 2000 по 2001 рік грав у складі «Юта Джаз».
2001 року перейшов до «Даллас Маверікс», у складі якої провів наступний сезон своєї кар'єри.
Останньою ж командою в кар'єрі гравця стала «Детройт Пістонс», до складу якої він приєднався 2003 року і за яку відіграв лише частину сезону.

## Статистика виступів в НБА

### Регулярний сезон
| Сезон              | Команда                 | GP  | GS  | MPG  | FG%  | 3P%  | FT%  | RPG | APG | SPG | BPG | PPG  |
| ------------------ | ----------------------- | --- | --- | ---- | ---- | ---- | ---- | --- | --- | --- | --- | ---- |
| 1988–89            | «Лос-Анджелес Кліпперс» | 26  | 18  | 36.5 | .494 | .200 | .767 | 6.6 | 3.1 | 1.7 | 1.0 | 16.7 |
| 1989–90            | «Лос-Анджелес Кліпперс» | 71  | 42  | 32.0 | .533 | .000 | .741 | 5.9 | 2.6 | 1.3 | .5  | 16.3 |
| 1990–91            | «Лос-Анджелес Кліпперс» | 73  | 47  | 30.1 | .519 | .000 | .716 | 5.8 | 2.7 | 1.6 | .8  | 15.9 |
| 1991–92            | «Лос-Анджелес Кліпперс» | 82  | 82  | 35.4 | .542 | .000 | .725 | 6.9 | 3.5 | 1.6 | 1.5 | 19.3 |
| 1992–93            | «Лос-Анджелес Кліпперс» | 79  | 77  | 34.9 | .509 | .267 | .802 | 6.6 | 2.6 | 1.4 | 1.3 | 22.8 |
| 1993–94            | «Лос-Анджелес Кліпперс» | 42  | 41  | 38.0 | .493 | .143 | .674 | 7.0 | 4.2 | 1.3 | 1.4 | 23.7 |
| 1993–94            | «Атланта Гокс»          | 26  | 25  | 35.6 | .476 | .333 | .651 | 6.5 | 3.3 | 1.8 | 1.0 | 15.7 |
| 1994–95            | «Фінікс Санз»           | 46  | 19  | 32.8 | .547 | .286 | .673 | 6.0 | 3.3 | .9  | 1.2 | 17.9 |
| 1995–96            | «Фінікс Санз»           | 33  | 4   | 24.7 | .459 | .214 | .752 | 4.3 | 2.0 | 1.2 | .7  | 13.4 |
| 1996–97            | «Фінікс Санз»           | 77  | 17  | 27.7 | .536 | .194 | .721 | 6.1 | 2.2 | 1.1 | 1.0 | 13.5 |
| 1997–98            | «Фінікс Санз»           | 70  | 11  | 25.6 | .516 | .000 | .739 | 5.6 | 2.0 | 1.0 | .7  | 13.5 |
| 1998–99            | «Фінікс Санз»           | 50  | 5   | 23.7 | .484 | .111 | .696 | 4.4 | 2.3 | .7  | .8  | 9.1  |
| 1999–00            | «Мілуокі Бакс»          | 72  | 0   | 16.9 | .440 | .250 | .654 | 2.9 | 1.0 | .9  | .4  | 4.6  |
| 2000–01            | «Юта Джаз»              | 82  | 0   | 15.9 | .494 | .250 | .729 | 2.6 | 1.1 | .6  | .4  | 7.4  |
| 2001–02            | «Даллас Маверікс»       | 41  | 10  | 13.5 | .477 | .143 | .667 | 2.6 | .7  | .5  | .5  | 4.0  |
| 2002–03            | «Детройт Пістонс»       | 13  | 0   | 6.8  | .406 | .375 | .833 | 1.4 | .5  | .7  | .2  | 2.6  |
| Усього за кар'єру  | Усього за кар'єру       | 883 | 398 | 27.4 | .511 | .206 | .729 | 5.2 | 2.3 | 1.1 | .9  | 14.0 |
| В іграх усіх зірок | В іграх усіх зірок      | 2   | 0   | 17.5 | .750 | —    | —    | 4.0 | 1.5 | .0  | .5  | 9.0  |

### Плей-оф
| Сезон             | Команда                 | GP | GS | MPG  | FG%  | 3P%   | FT%  | RPG | APG | SPG | BPG | PPG  |
| ----------------- | ----------------------- | -- | -- | ---- | ---- | ----- | ---- | --- | --- | --- | --- | ---- |
| 1991–1992         | «Лос-Анджелес Кліпперс» | 5  | 5  | 38.8 | .568 | .333  | .645 | 5.6 | 2.8 | 1.0 | .8  | 22.6 |
| 1992–1993         | «Лос-Анджелес Кліпперс» | 5  | 5  | 34.2 | .412 | .000  | .808 | 7.2 | 1.6 | 1.4 | 1.0 | 18.2 |
| 1993–1994         | «Атланта Гокс»          | 11 | 11 | 38.7 | .488 | —     | .788 | 7.0 | 3.4 | 1.4 | .8  | 20.0 |
| 1995–1996         | «Фінікс Санз»           | 4  | 0  | 22.5 | .458 | .000  | .625 | 2.8 | 1.3 | 1.0 | .3  | 12.3 |
| 1996–1997         | «Фінікс Санз»           | 5  | 0  | 23.2 | .578 | .000  | .933 | 6.0 | 1.4 | .8  | 1.4 | 13.2 |
| 1998–1999         | «Фінікс Санз»           | 3  | 1  | 26.3 | .583 | —     | .769 | 1.7 | 2.0 | 1.3 | .0  | 12.7 |
| 1999–2000         | «Мілуокі Бакс»          | 1  | 0  | 5.0  | .000 | —     | —    | 1.0 | .0  | .0  | .0  | .0   |
| 2000–2001         | «Юта Джаз»              | 5  | 0  | 19.2 | .559 | 1.000 | .750 | 2.2 | .6  | .6  | .8  | 9.8  |
| 2002–2003         | «Детройт Пістонс»       | 4  | 0  | 3.5  | .333 | .000  | —    | .8  | .0  | .0  | .3  | .5   |
| Усього за кар'єру | Усього за кар'єру       | 43 | 22 | 27.7 | .501 | .250  | .766 | 4.7 | 1.9 | 1.0 | .7  | 14.6 |